# Pronunciamiento de Porlier
Le pronunciamiento de Porlier ou pronunciamiento de Saint-Jacques-de-Compostelle est un pronunciamiento mené par le général Juan Díaz Porlier depuis La Corogne dans la nuit du 17 au 18 septembre 1815 contre le régime absolutiste de Ferdinand VII et pour le rétablissement de la Constitution de Cadix.
Il s’agit du premier pronunciamiento libéral de l'histoire de l'Espagne.

## Contexte

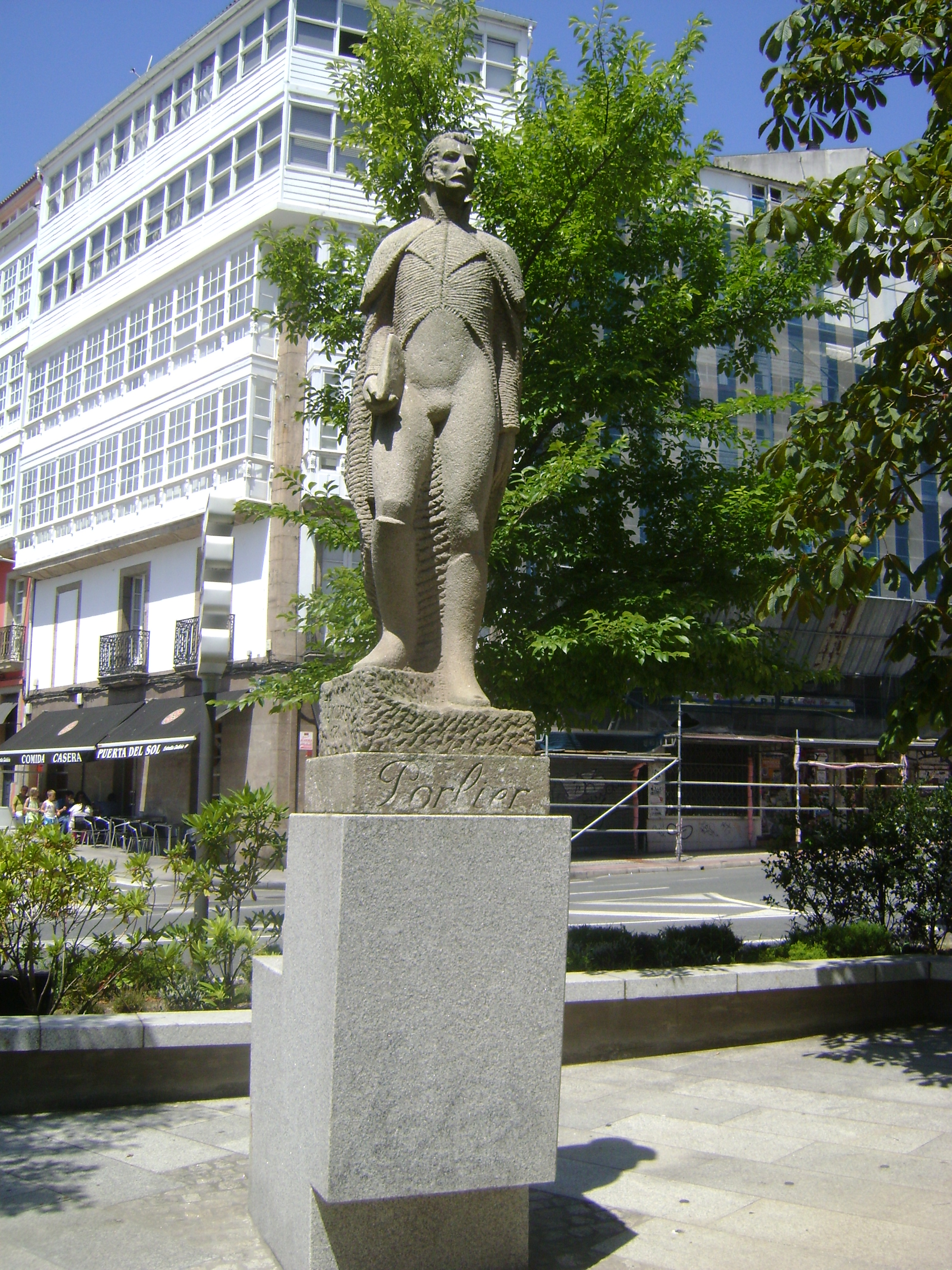
Statue de Juan Díaz Porlier à La Corogne.

En juin 1814, Díaz Porlier fut suspendu et condamné à une peine de quatre ans de prison dans le cadre d’une campagne de répression menée par Ferdinand VII contre les principales figures libérales,.
Purgeant sa peine à La Corogne, mais bénéficiant d’un régime semi-liberté pour raisons de santé, il put maintenir des contacts avec quelques militaires libéraux de la région, ainsi que des civils, notamment des commerçants galiciens, mécontents de la politique économique du gouvernement,.

## Déroulement
Dans la nuit du 17 au 18 septembre, il lança seul son pronunciamiento depuis le Château de San Antón (es) où il était détenu, se contentant de proclamer le rétablissement de la Constitution de Cadix. Selon Víctor Sánchez Martín néanmoins, Porlier prétendait obtenir la convocation de Cortès extraordinaires pour modifier la Constitution.
Il obtint tout d’abord le soutien de ses surveillants et fut rejoint par les militaires qu’il avait pu informer de ses intentions. Encouragés par les habitants de la ville, ils prirent rapidement la capitainerie générale de La Corogne, et reçurent l’appui de la plus grande partie des troupes postées à Ferrol. Porlier fut finalement capturé par les troupes du gouverneur militaire alors qu’il avançait vers Saint-Jacques-de-Compostelle, prétendant soumettre sa garnison connue pour être plus conservatrice et cléricaliste, après le soudoiement d’une partie des insurgés par le clergé compostellan,,.
35 officiers furent détenus à l’issue du soulèvement. Porlier fut seul condamné à la peine capitale et pendu le 3 octobre 1815 (étant donné qu'il était suspendu de ses fonctions militaires au moment des faits, on refusa d'accéder à sa demande d'être fusillé), les autres écopant de quelques années de prison,.

## Conséquences
Malgré son caractère « typiquement individualiste et romantique », ce soulèvement suscita l’inquiétude du gouvernement, qui prit des mesures préventives ailleurs dans la péninsule.